# David Socha
David Stanley Socha (Springfield, 27 settembre 1938 – Springfield, 10 febbraio 2025) è stato un arbitro di calcio statunitense.

## Biografia
È noto per aver diretto in due edizioni dei Mondiali di calcio: in particolare, nel torneo iridato del 1982 in Spagna arbitra Scozia-Nuova Zelanda, mentre quattro anni dopo, in Messico, lo si vede all'opera in Italia-Corea del Sud.
Debutta nella massima serie statunitense nel 1972, e viene nominato internazionale nel 1977.
Vanta anche la partecipazione al torneo calcistico dell'Olimpiade di Los Angeles nel 1984, in cui dirige ben tre gare: due del primo turno nella sub-sede di Boston (Norvegia-Cile 0:0 e Camerun-Iraq 1:0) e la semifinale giocata a Palo Alto vinta dal Brasile sull'Italia per 2 a 1 dopo i tempi supplementari.
Si ritira dall'attività nel 1986, subito dopo il Mondiale messicano.

## Fonti
- Note biografiche da worldreferee.com, su worldreferee.com. URL consultato il 2 giugno 2010 (archiviato dall'url originale il 12 maggio 2012).
- / Profilo, su hemeroteca.elmundodeportivo.es.